# Mountza

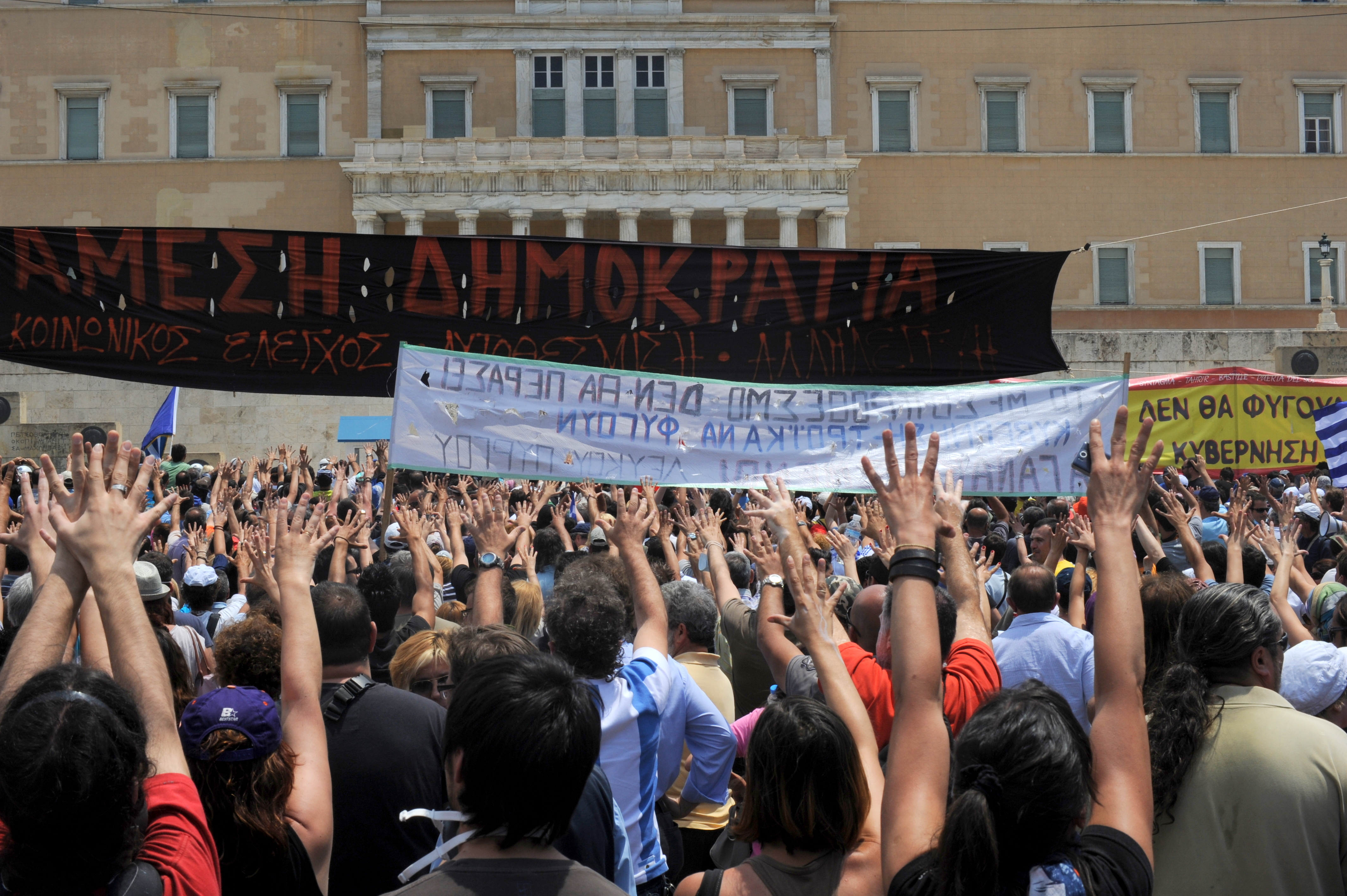
Pessoas dando moutzas ao parlamento grego durante o Movimento dos Cidadãos Indignados.

Mountza ou moutza (em grego:  μούντζα  ou μούτζα ˈmud͡za) também chamado faskeloma (em grego:  φασκέλωμα  faˈsceloma) é o gesto de insulto mais tradicional entre os gregos. Consiste em estender e espalhar todos os dedos da mão e apresentar a palma em direção ao rosto da pessoa a ser insultada com um movimento para frente.
Muitas vezes é acompanhado com να (na, "aqui"), ορίστε (oríste, "aí está você"), ou παρ'τα (par'ta, "toma essa") e xingamentos. Quanto mais próximo o gesto estiver do rosto da outra pessoa, mais ameaçador será considerado.
Uma versão ainda mais ofensiva é conseguida usando as duas mãos para dobrar o gesto, batendo a palma de uma mão nas costas da outra na direção do destinatário pretendido.
Quando os gregos sinalizam com a mão o número 5 para alguém, eles tomam cuidado para não estender demais os dedos ou colocar a palma da mão na direção da pessoa, para que não seja confundido com um mountza.

## Origem
A origem do gesto remonta aos tempos antigos, quando era usado como maldição. Diz-se que durante os mistérios de Elêusis, complementava as maldições contra as forças do mal. Foi então chamado φασκέλωμα (faskéloma), que sobrevive até hoje, junto com sua variante φάσκελo (fáskelo), ainda sobrevivem como sinônimos de mountza.
Nos anos posteriores, o nome mudou para mountza. No código penal do Império Bizantino, uma punição envolvia criminosos desfilando pela cidade sentados de costas em burros e com os rostos manchados de cinzas (μούντζος , moútzos) para aumentar a ridicularização.

Como a cinza era limpa no rosto da pessoa primeiro coletando-a na palma da mão e depois abrindo os dedos, o gesto tornou-se insultante. A palavra grega moderna mountzoura (μουντζούρα) ou moutzoura (μουτζούρα) para um rabisco ou mancha escura tem a mesma origem.